# Smerinthulus formosana
Smerinthulus formosana är en fjärilsart som beskrevs av Alfred Ernest Wileman 1910. Smerinthulus formosana ingår i släktet Smerinthulus och familjen svärmare. Inga underarter finns listade i Catalogue of Life.